# Kheta Sarai
Kheta Sarai è una suddivisione dell'India, classificata come nagar panchayat, di 16.228 abitanti, situata nel distretto di Jaunpur, nello stato federato dell'Uttar Pradesh. 